# 海雲繼夢
海雲繼夢法師（1950年1月23日—），俗名陳鶴山，法名昌一，號繼夢，臺灣宜蘭人，佛教比丘。為臨濟宗第四十八世、賢首宗第四十二世兼慈恩宗高原法系第十八世傳人，也是南投大華嚴寺創辦人。其信徒尊稱為海雲「和上」，原出於律制中的「親教師」，亦即俗稱的和尚之意；他亦常以此自誡及提醒群眾、僧團等，與眾相處要「以和為上」。

## 生平
海雲法師1950年生於宜蘭縣，俗名陳鶴山。1973年國立中興大學經濟系畢業。1981年起，陳鶴山發願弘揚華嚴教法，並發願以十年安頓家人後出家。其間他進入經濟部工作，一邊於各地宣講《華嚴》、《地藏》、《維摩詰》等經典或以專題講座形式弘法。
1991年12月22日，夢參法師因夢中地藏菩薩示現，破例為之剃度，賜法名「昌一」，號「繼夢」，即為弘揚昌盛華嚴一乘教義、繼承夢參老和上宏願之意，為臨濟宗第四十八代傳人。1994年法師於香港妙法寺受三壇大戒，之後便於台灣各地展開弘法工作，至今足跡已遍佈中國大陸、東南亞、紐澳、歐美等地。
2008年受樹林福慧寺住持欽因法師傳授賢首宗衣缽，是為華嚴賢首宗高原法系第四十二世衣缽傳人。同年，印度瑜伽尊者勝師子王菩薩（Swami Rajarshi Muni）派遣弟子赴美尋找大乘瑜伽行法繼承者，在一場會議上與海雲法師相談甚歡，認為其便是所尋之人，遂邀至印度，獲勝師子王菩薩灌頂與傳法，並准許以大乘佛法教學弘揚大乘瑜伽行法。至此，海雲法師承載佛教三大法脈，依此開啟「普賢乘華嚴宗」，並重新復興禪宗已失傳八百餘年的華嚴法門。
2023年獲遴選為國立臺北大學傑出校友。

## 法脈傳承

### 禪宗臨濟夢參祖師法脈
1991年12月22日於夢參長老座下剃度，為臨濟宗第四十八世。

### 華嚴宗（賢首兼慈恩）欽因祖師法脈
華嚴法脈自五祖下傳至第25世高原明昱祖師起，兼傳慈恩宗。於2008年8月30日自第41世樹林福慧寺敬緣欽因祖師承接賢首兼慈恩宗法脈，成為賢首宗第42世、高原法系（兼慈恩宗）第18世傳人。華嚴傳承依演字：「明眾生本際，悟諸佛果源」，現有弟子明字輩、眾字輩。

### 華嚴禪──大乘瑜伽行派
唐朝玄奘開創慈恩宗（唯識宗、法相宗），至後世僅存《瑜伽師地論》、《成唯識論》等教理研究，實修之大乘禪宗瑜伽心法則失傳。2008年，海雲繼夢至印度接受大瑜伽士勝師子王菩薩之傳法灌頂，繼承中土失傳之「大乘瑜伽行法」（即禪宗之心法），也承接完整之禪觀行法。教屬「華嚴」，觀屬「禪宗心法」，教觀雙舉即為本宗之所依。

### 傳續華嚴宗法脈
海雲繼夢將傳燈大典名為「無盡藏燈」，欲令法燈不絕乃至無盡也；復願此法脈復興並擴大，擬將華嚴義學思想推上國際舞台，使佛法深耕、滿遍全球；故海雲和上以「枝葉光茂、含暉發燄、分枝布影」三階位分傳法脈，開展華嚴度眾之全球布局。海雲和上立四系為大華嚴寺下傳世代法脈，以展現法化之根基：
- 無盡藏燈：一世一位，傳「賢首宗」正宗「衣、缽、法卷」；一統華嚴法脈，限傳比丘。
- 枝葉光茂：一世得傳數位，傳「缽、法卷」，限傳比丘系，但得擇一代行宗師職。
- 含暉發燄：一世得傳數位，傳「爐、燈、法卷」，限傳比丘尼系。
- 分枝布影：一世得傳數十位，傳「燈、法卷」，不限比丘、比丘尼、優婆塞、優婆夷；於華嚴道業已有所得並精進不退，並願發揮影響力而度眾者。

## 辦學
自《大方廣佛華嚴經》翻譯流傳至今，除其文化及歷史內涵，法義更是屢為眾家學者研究考察。海雲法師本身亦致力撰寫相關著作與學術論文，廣受當代學界關注，曾先後受邀擔任中國社會科學院特邀研究員、陝西師範大學華嚴研究所所長、蘭州大學客座教授等職，並至國內外大學進行專題講座。
法師設立華嚴學術中心，透過與學術界的合作以及各式學術研討會等活動的籌辦，以《華嚴經》的經文結構與思想脈絡為主軸，落實「新古典華嚴」思想的推動。2013年，海雲華嚴研究所成立，禮聘國學耆宿熊琬教授任所長一職，以培養研究華嚴義學之有志後進。學風依傳統國學素養的基礎，研讀古德之判教、科判、注疏等，從中理解傳統義學之思惟結構與其詮釋經典之進路；加之以解行相應，方能成獨具特色且與時俱進的漢傳佛學，以因應現代所需。
除此之外，亦透過學術研討會、論壇之形式，邀請國內外研究華嚴各個層面的學者共同進行探討，歷屆主題如下；2011年起更發行《華嚴學報》，匯集包括歷屆研討會與來自各界以現今學術思想背景來重新解讀《華嚴經》語言結構及思想結構的學術研究成果，至今已出版十三期。
- 2010年第一屆華嚴學術研討會　主題：華嚴學
- 2010年華嚴全球論壇暨WBSY第七屆年會　主題：全球化運動在佛教─自然生態平衡（器世間）之永續經營
- 2010年首屆中國密教國際學術研討會（於西安舉辦）　主題：密教與密教圖像
- 2011年第二屆華嚴學術研討會　主題：華嚴與科學
- 2011年首屆中國華嚴國際學術研討會議（於西安舉辦）　主題：《華嚴經》的文獻、思想以及修持
- 2012年第三屆華嚴國際學術研討會　主題：華嚴學─古典與現代的交會
- 2013年第四屆華嚴國際學術研討會　主題：「華嚴藝術」與「華嚴義學」
- 2017年華嚴學國際論壇　主題：新時代的華嚴判教探討[5]
- 2018年華嚴學國際論壇　主題： 華嚴義學與傳承
- 2019年華嚴學國際論壇　主題：華嚴義學與華嚴宗史
- 2024年第一屆新世紀永續發展高峰論壇（與國立臺北大學合作舉辦）　主題：環境・人文・智慧[6]

## 靈性經濟學
海雲法師投身佛教界後，長期關懷人類的心靈發展，因而結合佛法與經濟學的專業知識，提出了「靈性經濟學」理論，他認為經濟成長的過程對人類與這個地球造成了許多嚴重的傷害，因此發展經濟之餘，當代人更應該關注的是靈性的發展及成長。其在2010年著作《我們只有一個選擇》中闡明何謂「靈性」：「此種靈性成長與靈性開發的人生活動，是基於人性、人文、人本、人道的基礎，而非基於外在的物質與金錢，對物質與金錢的享受是一種消耗，其所消耗者及是大量的地球資源；而人本、人性的享受是一種存在，此一靈性的存在，是一項永恆的溫馨與感受，不因為您的享受而消失！」
基於此立場，海雲法師也在2024年1月促成華嚴學會與長期在永續發展領域深耕的國立臺北大學簽署學術合作協議，以一期兩年、合計三期的期程，共同舉辦永續發展議題學術交流活動。未來將結合學術界多位專家學者，從宗教角度，討論永續發展。讓現今的永續理念，也能從傳統人文經典裡進一步探索和反思。

## 著作
| 年份 | 出版社     | 書名                                                                      |
| ---- | ---------- | ------------------------------------------------------------------------- |
| 1993 | 圓明出版社 | 華嚴宗哲學概要                                                            |
| 1993 | 圓明出版社 | 華嚴經淨行品剖裂玄義疏                                                    |
| 1993 | 圓明出版社 | 慈悲圓滿修持法要──善財童子的第七參                                        |
| 1993 | 圓明出版社 | 普賢十大願王修持法要──華嚴經普賢行願品講記                                |
| 1994 | 圓明出版社 | 中國佛教傳入史綱                                                          |
| 1994 | 圓明出版社 | 文殊三摩地修持法要──華嚴經淨行品講記                                      |
| 1995 | 圓明出版社 | 開展如來自性修持法要──華嚴經如來出現品講記                                |
| 1996 | 圓明出版社 | 華嚴玄談                                                                  |
| 1997 | 圓明出版社 | 心要法門講記                                                              |
| 1998 | 圓明出版社 | 心靈方程式                                                                |
| 1999 | 圓明出版社 | 靜心傾聽──華嚴經普賢行願品講記                                            |
| 2001 | 空庭書苑   | 新世紀的心靈工程                                                          |
| 2001 | 空庭書苑   | 海雲繼夢解心──〈心要法門〉講記                                            |
| 2001 | 空庭書苑   | 智慧，一切搞定！──〈淨行品〉講記                                          |
| 2002 | 空庭書苑   | 梵行清境──〈梵行品〉講記                                                  |
| 2002 | 空庭書苑   | 三聖圓融觀──三聖圓融觀門講記                                              |
| 2002 | 空庭書苑   | 生命故鄉的呼喚1──讓心活起來                                               |
| 2003 | 空庭書苑   | 自性啟航──〈如來出現品卷一〉講記                                          |
| 2003 | 空庭書苑   | 航向薩婆若海──〈如來出現品卷二〉講記                                      |
| 2003 | 空庭書苑   | 如來出現──〈如來出現品卷三〉講記                                          |
| 2003 | 空庭書苑   | 菩提心，感受力                                                            |
| 2004 | 空庭書苑   | 淨眼看世間──〈世主妙嚴品卷二〉講記                                        |
| 2004 | 空庭書苑   | 遨遊自性海──〈世主妙嚴品卷四〉講記                                        |
| 2004 | 空庭書苑   | 佛陀的花園──〈世主妙嚴品卷五〉講記                                        |
| 2004 | 空庭書苑   | 非常金剛經（一）（二）（三）（四）                                        |
| 2004 | 空庭書苑   | 非常心經（一）（二）（三）（四）                                          |
| 2004 | 空庭書苑   | 非常壇經（一）（二）（三）（四）                                          |
| 2004 | 空庭書苑   | 生命故鄉的呼喚2──穿越生命的沼澤                                           |
| 2004 | 空庭書苑   | 生命故鄉的呼喚3──活的莊嚴，過的精采！                                     |
| 2004 | 空庭書苑   | 生命故鄉的呼喚4──撒嬌人生                                                 |
| 2005 | 空庭書苑   | 悠活三昧──密法修行概要                                                    |
| 2005 | 空庭書苑   | 神聖的遊戲場──華嚴密法                                                    |
| 2005 | 空庭書苑   | 深深密──密行指引                                                          |
| 2005 | 空庭書苑   | 本尊曾於此──十一面觀音密法                                                |
| 2005 | 空庭書苑   | 生命密境──曼荼羅的世界                                                    |
| 2006 | 空庭書苑   | 探玄記懸談講記（一）（二）（三）（四）                                    |
| 2006 | 空庭書苑   | 華嚴經導讀（一）（二）                                                    |
| 2006 | 空庭書苑   | 根本佛母──准提密法（一）                                                  |
| 2006 | 空庭書苑   | 華嚴經導讀                                                                |
| 2006 | 空庭書苑   | 賢首五教儀講記                                                            |
| 2006 | 空庭書苑   | 菩薩問明──菩薩問明品講記                                                  |
| 2006 | 空庭書苑   | 華嚴淨土大念佛章                                                          |
| 2007 | 空庭書苑   | 華嚴經導讀（三）                                                          |
| 2009 | 空庭書苑   | 普賢行願（普賢行願品講記2001加拿大新講之一）                              |
| 2009 | 空庭書苑   | 不思議解脫（普賢行願品講記2001加拿大新講之二）                            |
| 2009 | 空庭書苑   | 大方廣境界（普賢行願品講記2001加拿大新講之三）                            |
| 2009 | 空庭書苑   | 十大願王（1992年華嚴經普賢行願品講記）                                    |
| 2009 | 空庭書苑   | 華嚴學導論                                                                |
| 2010 | 空庭書苑   | 華嚴金師子章講記                                                          |
| 2010 | 空庭書苑   | 觀世音菩薩普門品（2007芝加哥弘法開示）                                    |
| 2010 | 空庭書苑   | 我們只有一個選擇（中英對照）                                              |
| 2011 | 空庭書苑   | 藥師行法（海雲和上芝加哥弘法講記）                                        |
| 2011 | 空庭書苑   | 就從這裡入法界──地藏菩薩行法（海雲和上馬來西亞弘法講記）                  |
| 2011 | 空庭書苑   | 邁向佛陀的境界                                                            |
| 2011 | 空庭書苑   | 勘玄記01──華嚴經樞紐                                                      |
| 2011 | 空庭書苑   | 華嚴學導論I──佛陀DNA的傳承                                                |
| 2011 | 空庭書苑   | 華嚴學導論II──悠遊法界的指南針                                            |
| 2011 | 空庭書苑   | 生命的初始覺──《華嚴經‧光明覺品》講記                                     |
| 2011 | 空庭書苑   | 諸佛菩薩覺悟八要──《八大人覺經》講記                                      |
| 2011 | 空庭書苑   | 勘玄記02──華嚴哲學懸談                                                    |
| 2012 | 空庭書苑   | 十大願王修行法要──華嚴經普賢行願品講記（新加坡、檳城講記）                |
| 2012 | 空庭書苑   | 禪，怎麼參──從《楞嚴經‧耳根圓通章》談禪法心要（海雲和上2005台北禪七開示） |
| 2013 | 空庭書苑   | 從極樂世界邁向永恆的生命──海雲和上解《彌陀經》奧義                        |
| 2013 | 空庭書苑   | 心界導航──從《心要法門》探心（2007台北講記之一）                          |
| 2013 | 空庭書苑   | 是心，非心，還是心！──從《心要法門》談心（2007台北講記之二）              |
| 2013 | 空庭書苑   | 幸福，就這樣                                                              |
| 2013 | 空庭書苑   | 普賢十大願王行法精要（2006台北華嚴經普賢行願品講記）                      |
| 2013 | 空庭書苑   | 看見幸福                                                                  |
| 2013 | 空庭書苑   | 勘玄記03──普賢行願品──華嚴經總結                                          |
| 2014 | 空庭書苑   | 智慧，一切搞定！──淨行品講記                                              |
| 2014 | 空庭書苑   | 認真，最幸福                                                              |
| 2014 | 空庭書苑   | 幸福，冏小孩                                                              |
| 2014 | 空庭書苑   | 菩提行者的生命途徑──明法品講記（上）                                      |
| 2014 | 空庭書苑   | 菩提道的生命藍圖──明法品講記（下）                                        |
| 2014 | 空庭書苑   | 靈性生命的叩動──海雲和上華嚴經導讀西安講記之Ⅰ                             |
| 2014 | 空庭書苑   | 燦爛的生命模式──海雲和上華嚴經導讀西安講記之Ⅱ                             |
| 2014 | 空庭書苑   | 圓滿普賢生命──海雲和上華嚴經導讀西安講記之Ⅲ                               |
| 2014 | 空庭書苑   | 非常華嚴經-華嚴經經首                                                     |
| 2014 | 空庭書苑   | 非常華嚴經──四十華嚴玄談（2006北京廣化寺講記）                            |
| 2015 | 空庭書苑   | 海雲繼夢禪觀概論                                                          |
| 2015 | 空庭書苑   | 禪，就要這麼參！                                                          |
| 2015 | 空庭書苑   | 禪修初探問                                                                |
| 2015 | 空庭書苑   | 禪修正行──「安那般那」數息觀                                              |
| 2015 | 空庭書苑   | 非常占察經──《占察善惡業報經》講記（一）                                  |
| 2016 | 光潽文創   | 活用其心                                                                  |
| 2016 | 光潽文創   | 煩惱處方箋                                                                |
| 2016 | 光潽文創   | 善用其心                                                                  |
| 2017 | 空庭書苑   | 非常占察經──《占察善惡業報經》講記（二）                                  |
| 2017 | 空庭書苑   | 進入修「定」的階段──淨行品與賢首品講記                                    |
| 2017 | 空庭書苑   | 非常占察經3                                                               |
| 2017 | 空庭書苑   | 入法界，普賢行！（華嚴經普賢行品講記）                                    |
| 2017 | 光潽文創   | 觀照其心                                                                  |
| 2018 | 空庭書苑   | 世間主，妙莊嚴！（華嚴經世主妙嚴品2003講記）                              |
| 2018 | 空庭書苑   | 叩問藥師佛的法界密碼！（海雲和上《藥師經》新加坡弘法講記）                |
| 2018 | 空庭書苑   | 開啟靈性的鑰匙（上）──《地藏經》北京夕照寺弘法講記                        |
| 2018 | 空庭書苑   | 開啟靈性的鑰匙（下）──《地藏經》北京夕照寺弘法講記                        |
| 2018 | 光潽文創   | 改變生命的九堂課                                                          |

## 資料來源
1. ↑  . 大華嚴寺全球資訊網. 2018-03-12  [2020-04-24]. （原始内容存档于2021-05-19）.
2. ↑  . 佛門網. 2016-08-15.
3. ↑  . 國立臺北大學. 2023-09-07  [2025-03-17]. （原始内容存档于2025-03-18）.
4. ↑  .   [2023-02-06]. （原始内容存档于2023-06-01）.
5. ↑  . 台灣好新聞. 2017-03-10.
6. ↑  . 國立臺北大學. 2024-05-23.
7. ↑   海雲繼夢. . 新北市: 空庭書苑有限公司. 2010年9月: 76. ISBN 978-986-7484-47-5.
8. ↑  . 國立臺北大學. 2024-01-31.

## 外部連結
- 大華嚴寺官方網站 （页面存档备份，存于）
- 大華嚴寺官方粉絲專頁
- 海雲繼夢法師著作 （页面存档备份，存于）-空庭書苑
- 靈性經濟學──靈性與經濟的反思 （页面存档备份，存于）-佛門網